# Saison 4 de Saving Hope
Chronologie
Saison 3 Saison 5
Cet article présente le guide des épisodes de la quatrième saison de la série télévisée canadienne Saving Hope.

## Synopsis
Après un accident de voiture, Charlie Harris, chef du département de chirurgie de l'Hôpital de Hope-Zion à Toronto se retrouve dans le coma. Il découvre qu'il peut se déplacer dans l'hôpital sous forme d'esprit.
Sa fiancée Alex Reid, chirurgienne, tente de le sauver avec l'aide d'autres médecins, dont le chirurgien Joel Goran.

## Distribution

### Acteurs principaux
- Erica Durance (VF : Véronique Desmadryl) : Dr Alex Reid
- Michael Shanks (VF : William Coryn) : Dr Charlie Harris
- Huse Madhavji (en) : Dr Shahir Hamza
- Julia Taylor Ross : Dr Maggie Lin
- Wendy Crewson : Dr Dana Kinney
- Benjamin Ayres (en) : Dr Zachary Miller
- Michelle Nolden : Dr Dawn Bell, ex-femme de Charlie

### Acteurs récurrents
- Kim Shaw (en) : Dr Cassie Williams[1]
- Dejan Loyola : Dr Dev Sekara[2] (16 épisodes)
- Joseph Pierre (en) : Jackson Wade (13 épisodes)
- Milton Barnes : Dr Wayne Sharpe (12 épisodes)
- Parveen Kaur : Dr Asha Mirani[2] (11 épisodes)
- Peter Mooney : Dr Jeremy Bishop[2] (10 épisodes)
- Steve Cumyn : Dr George Riediger (épisodes 1, 4, 5, 10, 11 et 15)
- Max Bennett : Dr Patrick Curtis[1] (épisodes 1 à 4)
- Travis Milne : Crenshaw[1] (épisodes 1 à 4, 18)
- Shaun Benson : Lane Berkley (épisodes 3 à 6, 9, 10 et 18)
- Charlotte Sullivan : Elizabeth Grant[2] (épisodes 4 et 7)
- Tara Spencer-Nairn (en) : Janice[2] (épisode 5)
- Nicole Underhay : Kristine Fields (épisodes 7 à 9, 12, 13 et 17)
- Stacey Farber : Dr Sydney Katz, OB/GYN (épisodes 10 et 12)
- Sharon McFarlane : Dr Carolyn Ray (épisode 12)
- Eliana Jones (en) : Molly Kinney (épisode 15)

## Généralités
- Le 10 novembre 2014, CTV a renouvelé la série pour une quatrième saison[3].
- Cette saison est diffusée au Québec depuis mai 2016. Elle reste inédite dans les autres pays francophones.

## Production
La production a repris le 1er juin 2015. Jason Priestley, Michael Shanks et Peter Stebbings réaliseront des épisodes lors de cette saison.

## Épisodes

### Épisode 1:Démon en sommeil
- Canada : 24 septembre 2015 sur CTV[4]
- Québec : 9 mai 2016 sur AddikTV[5]

- Canada : 1,488 million de téléspectateurs[6] (première diffusion + différé 7 jours)

- Travis Milne : Tom Crenshaw
- Alexandra Castillo (en) : Naomi Ríos
- Laura de Carteret : Vivian Gerbasi
- Steve Cumyn : Dr. George Baumann
- Allison Wilson-Forbes : Infirmière Alice
- Lindsey Connell : Emily
- Max Bennett :	Dr. Patrick Curtis

### Épisode 2:Un lourd fardeau
- Canada : 1er octobre 2015 sur CTV
- Québec : 16 mai 2016 sur AddikTV

- Canada : 1,369 million de téléspectateurs[7] (première diffusion + différé 7 jours)

- Kate Lynch : Dr. Clara Levine
- Thomas Mitchell : Dean Powell
- Christine Horne : Natalie Dryden
- Leeah Wong : Infirmière Pauline

### Épisode 3:Premiers pas
- Canada : 8 octobre 2015 sur CTV
- Québec : 23 mai 2016 sur AddikTV

- Canada : 1,269 million de téléspectateurs[8] (première diffusion + différé 7 jours)

- Shaun Benson : Lane Berkley
- Richard Clarkin : Ralph Lively
- Joe Pingue : Angelo Ferraro
- Parveen Kaur : Dr. Asha Mirani
- Kim Shaw : Dr. Cassie Williams

### Épisode 4:Les Douleurs du passé
- Canada : 15 octobre 2015 sur CTV
- Québec : 30 mai 2016 sur AddikTV

- Canada : 1,277 million de téléspectateurs[9] (première diffusion + différé 7 jours)

- Travis Milne : Tom Crenshaw
- Charlotte Sullivan : Elizabeth Grant
- Shaun Benson : Lane Berkley
- Hannah Endicott-Douglas : Anita Alamo
- Yani Gellman : Kyle Sawyer

### Épisode 5:Cœur de pierre
- Canada : 22 octobre 2015 sur CTV
- Québec : 6 juin 2016 sur AddikTV

- Canada : 1,311 million de téléspectateurs[10] (première diffusion + différé 7 jours)

- Michelle Monteith : Bryn Stewart
- Shaun Benson : Lane Berkley
- Tara Spencer-Nairn : Janice
- Jenessa Grant : Taylor Fenn
- Vickie Papavs : Nancy Fenn

### Épisode 6:Faire ses comptes
- Canada : 29 octobre 2015 sur CTV
- Québec : 13 juin 2016 sur AddikTV

- Canada : 1,268 million de téléspectateurs[11] (première diffusion + différé 7 jours)

- Shaun Benson : Lane Berkley
- Shawn Roberts : 	Nick
- James Cade : Edward Barrett
- Mary Krohnert : Anne-Marie Walsh

### Épisode 7:Une oreille attentive
- Canada : 5 novembre 2015 sur CTV
- Québec : 20 juin 2016 sur AddikTV

- Charlotte Sullivan : Elizabeth Grant
- Monika Schnarre : Caroline
- Katherine Barrell : Dixie Kolesnyk
- Brendan Cox : Ty
- Nicole Underhay : Kristine Fields

### Épisode 8:Haute voltige
- Canada : 12 novembre 2015 sur CTV
- Québec : 27 juin 2016 sur AddikTV

- Tom McCamus : Josh Lewis
- Luke Humphrey : Kurt Belford
- Nicole Underhay : Kristine Fields
- Steve Cumyn : Dr. George Baumann
- Nicky Guadagni : Emma Berger
- Peter Mooney : Dr. Jeremy Bishop
- Alison Louder : Illyana

### Épisode 9:En mille morceaux (1repartie)
- Canada : 26 novembre 2015 sur CTV
- Québec : 4 juillet 2016 sur AddikTV

- Canada : 1,254 million de téléspectateurs[12] (première diffusion + différé 7 jours)

- Shaun Benson : Lane Berkley
- John Bregar : Adam Hart
- Jeff Clarke : Grant Kelehar

### Épisode 10:En mille morceaux (2epartie)
- Canada : 3 décembre 2015 sur CTV
- Québec : 11 juillet 2016 sur AddikTV

- Canada : 1,21 million de téléspectateurs[14] (première diffusion + différé 7 jours)

- Kim Shaw  : Dr. Cassie Williams
- Peter Mooney  : Dr. Jeremy Bishop
- Jeff Clarke  : Grant Kelehar
- Genelle Williams  : Shelby Hart

### Épisode 11:Rage de vivre
- Canada : 10 décembre 2015 sur CTV
- Québec : 18 juillet 2016 sur AddikTV

- Canada : 1,163 million de téléspectateurs[15] (première diffusion + différé 7 jours)

- Erica Durance : Dr Alex Reid
- Michael Shanks : Dr Charlie Harris
- Huse Madhavji (en) : Dr Shahir Hamza
- Julia Taylor Ross : Dr Maggie Lin
- Wendy Crewson : Dr Dana Kinney
- Benjamin Ayres (en) : Dr Zachary Miller
- Michelle Nolden : Dr Dawn Bell, ex-femme de Charlie
- Melanie Nicholls-King : Laverne Davis
- Percy Hynes White : Aidan
- Jeff Douglas : Brian McNaughton
- Demore Barnes : Aaron Davis
- Vlad Alexis : Jay Davis
- Karen Holness : Jamilla Davis
- Steve Cumyn : Dr. George Baumann
- Kathleen Laskey : Betty May
- Janaya Stephens : Shona
- Shaquan Lewis : Gabriel Davis
- Allison Wilson-Forbes : Nurse Alice
- Robert J. Tavenor : Mr. Roger Dempster
- John Paul Ruttan : Jacob Miller
- Caitlin Stewart : Mary Sloan
- Jamie Robinson : Officer Robbie Nix
- Jake Bell-Webster : Oliver Miller

### Épisode 12:Un miracle pour Noël
- Canada : 7 janvier 2016 sur CTV[16]
- Québec : 25 juillet 2016 sur AddikTV

- Canada : 1,129 million de téléspectateurs[17] (première diffusion + différé 7 jours)

- Stefano DiMatteo (Lorenzo)
- Stacey Farber (Dr Sydney Katz)

### Épisode 13:Femmes sans espoir
- Canada : 14 janvier 2016 sur CTV
- Québec : 1er août 2016 sur AddikTV

- Canada : 1,325 million de téléspectateurs[18] (première diffusion + différé 7 jours)

- Nicole Underhay (nurse Kristine Fields)
- Nicole Underhay : Kristine Fields
- Lili Connor : Lois Gresham
- Ben Beauchemin : Carmen Basilone
- Michael Healey : Mr. Stein

### Épisode 14:Nouveaux départs
- Canada : 21 janvier 2016 sur CTV
- Québec : 8 août 2016 sur AddikTV

- Canada : 1,299 million de téléspectateurs[19] (première diffusion + différé 7 jours)

- Alex Carter : Davey Law
- Michelle Giroux : Sarah Poplar
- Peter DaCunha : Mordecai Poplar
- Jana Peck : Penny
- Katy Breier : Carla Esposito

### Épisode 15:Ce qui ne s'efface pas
- Canada : 28 janvier 2016 sur CTV
- Québec : 15 août 2016 sur AddikTV

- Canada : 1,27 million de téléspectateurs[20] (première diffusion + différé 7 jours)

- Kristen Thomson : Reba
- Eliana Jones : Molly Kinney
- Evan Buliung : Russ
- Liisa Repo-Martell : Tracy

### Épisode 16:Cœurs délabrés
- Canada : 4 février 2016 sur CTV
- Québec : 22 août 2016 sur AddikTV

- Canada : 1,315 million de téléspectateurs[21] (première diffusion + différé 7 jours)

- Jeff Geddis : Max Morrison
- Abigail Winter : Georgia Vandever
- Thomas Mitchell Barnet : Chase Vandever

### Épisode 17:Quelqu'un a vu mon bébé?
- Canada : 14 février 2016 sur CTV[22]
- Québec : 29 août 2016 sur AddikTV

- Canada : 1,21 million de téléspectateurs[23] (première diffusion + différé 7 jours)

- Nicole Underhay : Kristine Fields
- Ryan Hollyman : Arlo Fields
- Jim Watson : Billy Wallace
- Rachel Wilson : River Wallace

### Épisode 18:Laisse-moi partir
- Canada : 14 février 2016 sur CTV[22]
- Québec : 5 septembre 2016 sur AddikTV

- Canada : 1,21 million de téléspectateurs[23] (première diffusion + différé 7 jours)

- Travis Milne : Tom Crenshaw
- Carrie-Lynn Neales : Natasha Scott
- Kolton Stewart : Deshawn Lewis
- Tom Girling : Dr. Greengrass
- Kathy Maloney : Savanah Lewis